# Watriquet de Couvin
Watriquet Brassenel de Couvin était un poète et plus précisément un ménestrel auprès  Guy Ier de Blois-Châtillon, comte de Blois, et de Guy II de Blois-Châtillon, « Monseignor Gauchier de Chastillon ».
La plupart de ses œuvres sont datées dans le texte et furent écrites entre 1319 et 1329.
Watriquet fut donc le contemporain et le compatriote de Jacques de Baisieux et de Jean de Condé, l’un et l’autre trouvères de cour, c’est-à-dire poètes logés et nourris par leurs maîtres.
Il écrivit surtout des moralités et des enseignements, dans lesquels il recommande la soumission à l’Eglise, la protection des pauvres et des petits, ainsi que le respect des femmes. Comme tous les trouvères, ce qu’il promeut dans son œuvre, c’est ce quelque chose que les poètes français ont déjà développé depuis deux siècles, à savoir la courtoisie, le cadeau, le service gracieux, dû à l’autre, pour peu qu’on se prétende l’aimer.
Watriquet de Couvin est supposé décédé en 1330

## Biographie détaillée
Watriquet de Couving, seigneur de Verjoli et d’Aise, ménestrel du comte de Blois et de « Monseignor Gauchier de Chastillon», ne constitue pas un état civil, mais un ensemble d’appellations que le poète se donne et qu’il inclut dans ses poèmes.
Dans le dit De l’escharbole, à quelqu’un qui l’interroge sur son identité, il répond « qu’il est ménestrel et qu’il se nomme Watriquet Brasseniex », de Couving.
Dans Li Tournois des dames, il écrit :
D’autre mestier ne sai user

Que de conter biaus dis et faire ;

Je ne me mesle d’autre affaire.

WATRIQUET m’apelent aucun,

De Couving...
Watriquet apparaît aussi dans le (Dit des trois chanoinesses de Couloigne) ; il raconte qu’un jour, veille de l’Ascension, il fit connaissance, au sortir de l’église, de plusieurs dames fort agréables :
Je, qui pas n’estoie avinez

Au matin, ne beü n’avoie . . .

Balades et rondiaus menuz

Leur dis et autres dis d’amours...

Que moult tres volontiers oïrent ;

Et eu l’oiant me conjoïrent

Et dirent iere bons compains.

Elles lui demandent son nom :

.. Or nous di ton nom. ..

T’avons nous autre fois veü ?	

Seroies tu nient Raniquès ! »	

— « Non voir, dame, mais WATRIQUES

Sui nommez jusqu’en Areblois,

Menestrel au comte de Blois

Et si a monseigneur Gauchier

De Chastillon »
Il s’agit donc du nom qui lui est donné par son employeur et qui comporte probablement une plaisanterie ; celle-ci n’a pas nécessairement le sel des consonances actuelles (raniqué, vatriquer), mais d’autres qui peuvent s’en rapprocher, par exemple par « watrinche », libre écoulement des eaux.
Couvin, ou Couvings, est un village du comté de Hainaut, qui dépendait des seigneurs de Chimay. Or les seigneurs de Chimay, au commencement du XIVe siècle, étaient alliés aux Châtillon, aux comtes de Blois-Avesnes et, par eux, à la famille royale des Valois. Il est donc naturel que Watriquet Brasseniex, de Couvin, né dans les domaines de Jean de Hainaut, seigneur de Beaumont et de Chimay, ait été attaché à ces grandes maisons. — Le comte de Blois dont il parle, ne peut être que Gui de Châtillon, comte de Blois, qui succéda vers 1307 à son père Hugues de Châtillon dans le comté de Blois et la seigneurie d’Avesnes ; qui, le 18 juillet 1311, épousa Marguerite, fille de Charles de Valois ; et qui mourut en 1342. Le Gaucher dont il parle est Gaucher, seigneur de Châtillon-sur-Marne, connétable de France depuis 1302, qui mourut en mai 1329 à l’âge de quatre-vingts ans, grand-oncle du comte Gui.
Quant à « Verjoli et Aise » dont Watriquet se dit seigneur, on l’a cherché aux environs de Couvin ; mais il faut bien reconnaître que c’est la seigneurie imaginaire d’un ménestrel qui aime faire joliment les vers et qui aime être à l’aise.
Les plus anciennes pièces datées qu’on ait de lui, le dit « De Loyauté » et le dit « Des quatre sièges », le sont de 1319 ; la plus récente, de juin 1329. Avant et après ces dates, nous ne possédons aucun renseignement sur la carrière de Watriquet.
Durant cette décennie, il vécut chez ses « maîtres », dans leur suite, selon un usage qui se répandit seulement durant la première moitié du XIVe siècle.
En l’an de la grace greigneur

Mil et .CCC. Nostre Seigneur

XX et VII, ou milieu d’octembre,

A Montferaut, si qu’il me membre,

Em Blezois iere avec le conte,

Devant cui je contai maint conte,

Mains biaus exemples et mains dis,

Fais de nouvel et de jadis.
Le château de Montfrault, résidence de chasse fortifiée des comtes de Blois-Avesnes, était situé parmi les prairies et les vignobles, à deux lieues de la Loire, entre Sologne et Beauce, au centre d’une clairière de la forêt de Boulogne, qui l’entourait de toutes parts, dans la paroisse de Thoury, non loin de l’endroit où s’élèvent maintenant les grandes constructions de Chambord. C’est là que Watriquet rima en 1327 le « Tournoi des dames » au mois d’octobre, et le 12 novembre son dit « De la cygoigne » :
  Ci faut li diz

Que WATRIQUÉS de la Cygoigne

Fist droit a la cave a Bouloigne,

L’an XXVII, a .1. matin,

Lendemain de la Saint Martin

C’on dit a l’entrée d’yver
Le dit Li Mireoirs aus princes a été écrit, aussi en 1327, « au recept », c’est-à-dire au manoir ou pavillon fortifié « de Marchenoir », dans le petit oratoire près de la tour.
En juin 1329, Watriquet composa son dit « De l’iraigne et du crapot » à Becoiseau, château royal, sis dans la forêt de Crécy-en-Brie.
Ou Charles et maint damoisel

tert alez pour esbanoier.
C’est-à-dire où il avait accompagné en villégiature « Charles », très probablement le second fils du comte Gui, le futur Charles de Blois, duc de Bretagne, alors âgé de dix ans.
On le trouve encore, et surtout, à Paris, où le roi tenait ordinairement sa cour, dès lors assidûment fréquentée par la plus haute noblesse. Il assista sans doute, dans la capitale, le 22 juillet 1320, aux fêtes du mariage de Marguerite, fille du roi de France, avec Louis de Créci, héritier présomptif de Flandre, et à celles de l’avènement de Charles le Bel en 1322, de Philippe de Valois en 1328, qu’il a chantées. La pièce n° XXXII de son œuvre n’a pu être écrite que par quelqu’un qui, à force de séjourner dans la ville de la cour, était devenu, pour ainsi dire, Parisien d’adoption.
A. Scheler, l’éditeur des Dits de Watriquet de Couvin, écrivait en 1868 (p. VIII) : « Celui qui, plus heureux que nous, pourra un jour feuilleter les comptes de la maison princière qu’il a servie, n’y rencontrera guère autre chose que son nom accolé à quelque chiffre annonçant une largesse ou un salaire.» Ce sont, en effet, des renseignements de ce genre que l’on a tirés depuis des comptes d’Artois, si bien conservés, au sujet des ménestrels de la comtesse Mahaut et surtout de ceux des princes en rapports avec elle de 1302 à 1329 : Touset et Mahiet, ménestrels de Louis X ; Pariset, ménestrel de Philippe le Long ; Guillemin, ménestrel d’Hugues de Bourgogne ; Philippot, ménestrel de l’évêque de Thérouanne ; etc. Or les comptes domestiques de la maison de Blois-Avesnes étaient jadis conservés au complet dans les archives de la Chambre des comptes de Blois. Lorsque ce dépôt fut dilapidé, des pièces et des rouleaux du temps du comte Gui s’envolèrent dans plusieurs directions : les uns ont abouti de bonne heure ou récemment au Cabinet des manuscrits de la Bibliothèque nationale ; la collection du baron de Joursanvault, dispersée en 1838, en contenait beaucoup, dont plusieurs sont aujourd’hui au Musée britannique, d’autres à la Bibliothèque municipale de Blois. Mais nous avons examiné ou fait examiner ces épaves sans y rencontrer le nom de Watriquet. Il ne figure pas, notamment, dans un état intitulé : « Gaiges des gens de l’ostel monseigneur de l’an mil CCCXIX », qui contient les noms de tous les domestiques du comte Gui, depuis « mestre Gille », ailleurs qualifié de « fisicien », jusqu’au dernier valet de cuisiner ; et pas davantage dans les comptes d’un voyage de la maison du comte à Reims, pour le sacre, ou dans ceux des préparatifs d’une réception du roi et de la reine à Blois. Comme les comptes d’Artois, ces comptes de Blois, très détaillés, permettraient du reste de faire connaitre avec précision le train d’une cour princière, jusques et y compris « l’estat des enfans naturels de monseigneur» et les achats de livres pour le maître et pour ses parents ; les noms des gens que Watriquet a dû fréquenter et les objets qu’il a dû voir, même les denrées qu’il a dit consommer, sont indiqués là jour par jour, au fur et à mesure des dépenses ; mais les ménestrels dont il y est fait ordinairement mention ne sont pas ceux qui étaient attachés à la maison du maître : ce sont, comme ce Copin, « menestrel le roy d’Angleterre et le comte de Flandre », à qui « Monseigneur» fit donner 30 s. en 1319 Ibidem, des artistes du dehors, récompensés pour une représentation ou une mission exceptionnelles. C’est dans les comptes similaires de la cour de Valois et de la cour de France, où Watriquet parut sûrement dans les mêmes conditions que « Copin » à la cour de Blois, que l’on aurait eu peut-être le plus de chances de trouver, s’ils avaient été conservés, la trace de libéralités à son profit.
Watriquet fait connaître, par ses écrits, son éducation, sa condition et son caractère. Il savait assez de latin pour prier en cette langue et pour citer des chansons en vers latins rythmiques. Ménestrel par excellence, il vivait au jour le jour comme les pauvres diables, ses collègues, et ne fit pas fortune :
Il n’a que fortune et eür

En ce mont, ce vous asseür ;

Ce nous tesmoignent clerc et lai.

Des que de servir me meslai

Ne pris .i. seul jour de repos

De servir au mieux que je pos ;

Mais adès sui tout en .i. point :

Je n’enrichis n’apouris point
On verra plus loin (p. 415, n° XXV) qu’il a revendiqué avec une singulière énergie le droit des ménestrels aux « robes » et à la défroque usagée des seigneurs dont ils étaient les domestiques.
Il eut du moins le plaisir, qu’il appréciait fort, de vivre toujours « en haute cour », c’est-à-dire dans le monde le plus élégant de son temps, et parmi les jolies femmes :
De maintes hiautez me souvint,

De dames et de damoiseles,	

Gracieuses, plaisans et beles,

De gens cors, de douces veües,

Et des biens que j’eu ai eus.
Il avait d’ailleurs l’idée la plus relevée de sa profession. Non seulement il ne voulait pas qu’on confondit les « trouvères », « ceuls qui font le biau mestier », comme lui, avec les amuseurs vulgaires, qui « chantent de geste » sur les places et enseignent la voltige aux cochons ; mais il a esquissé le portrait du « bon » ménestrel, en contraste avec le « mauvais » qui parle à tort et à travers, et d’ordinaire pour nuire à autrui, notamment à ses confrères :
Menestriex se doit maintenir

Plus simplement c’une pucele.

Est ce chose honorable et bele

C’uns menestriex soit avocas

Et qu’il se mesle de tous cas

Qui apartiennent au seignor
Pour sa part il se croyait le droit d’exhorter à la vertu et le devoir de prêcher d’exemple :
Comment puet menestriex conter

Les exemples et les biaux vers,

Et puis si fait tout a travers

De ce qu’il dist
Il est incontestable qu’il avait des appétits pédagogiques et de prédication morale, avec le goût de dire leur fait, non seulement aux « hérauts », ennemis naturels des ménestrels
, et aux ménestrels « jongleurs », mais aux conseillers des princes (qu’il appelle leurs « mahommés »), et enfin aux princes eux-mêmes ; poète de cour, il s’est permis à plusieurs reprises des invectives contre, les « tyrans », non sans prudence toutefois (5). Il souffrait, visiblement, que ses « contes de bien et donneur » n’eussent poins de succès durable :
Maintes gens se sont esbaudiz

D’escouter biaus mos et biaus diz ;

Et moult en ont-grant joie en l’eure ;

Mais, quant en leur cuers n’en demeure

Ne sens ne matiere ne glose,

Il n’i profitent nulle chose,

Ne n’i font qu’oublier le tans ;

Dont vergoigneus sui et doutans	

Qu’encor ne leur tourt a domage...

En tel gent a poi de bonté

Qui point ne metent destudie

A retenir bien c’on leur die,

Exemple ne bonne parole.

D’un fastras ou d’une frivole

.C. mille tans font plus gram feste

Et plus tost leur entre en la teste

C’uns contes de, bien et donneur.
Cependant il se résignait, parfois, à rire et à faire rire, but comme un autre :
Il n’a homme desi a Sens,

S’adès vouloit parier de sens,

Cou ne prisast mains son savoir

Qu’on fait sotie et sens savoir.

Qui set aucunes truffes dire

Ou parlé n’ait de duel ne d’ire,

Puisque de mesdit ni a point,

Maintes foiz vient aussi a point

A l’oïr que fait uns sarmons.
Il a même condescendu au moins une fois à collaborer, avec un de ses confrères, nommé Raimondin (dont on ne sait rien), à un exercice fort bas : une de ces « fatrasies » dont il a médit dans son conte De la cygoigne. D’après la rubrique du manuscrit unique où elle se trouve, cette pièce fut récitée un jour de Pâques devant le roi Philippe VI. On en conçoit la plus singulière idée de ce qu’étaient les récréations des « hauts hommes » au temps de l’avènement des Valois ; car jamais, nulle part, la scatologie la plus répugnante ne s’est étalée davantage.
Ainsi Watriquet apparaît bien comme un moraliste vantant la courtoisie au plus haut point, mais dont le métier s’est trouvé avili du fait de sa soumission totale à l’égard de la Maison dont il dépendait.

## Œuvres
Dans un corpus d'une trentaine de pièces, on a particulièrement remarqué des dits : Li dis du fol menestrel, Li dis de la fontaine d'amours ; des dits miroirs : Li mireoir as dames ; et deux fabliaux :  Les trois dames de Paris, Les trois chanoinesses de Cologne.
La publication de ces dits par Scheler, en 1868, les a rendus facilement accessibles.
Ce sont des dits moralisateurs, qui sur le mode poétique, celui qu'utilisera La Fontaine, jettent les règles de l'amour courtois et de la chevalerie.

### Liste de ses œuvres
- Li dis de l'arbre royal
- Ave Maria de Nostre Dame
- Li dis de la cygoigne
- La confession Watriquet
- Le dit du connestable de France, conte de Porchiens, nommez Gauchier de Chastillon
- Li despis du monde
- Li dis de l'escole d'amours
- Li enseignemens du jone fil de prince
- Li dis de l'escharbote
- Li fastrasie, dont le titre évoque à la fois le dégoût (fastide, fastidiation) et la boutique (fastrie); il s'agit d'une fantaisie scatologique qui se veut un conte moral à propos de l'amour ; il fera lui-même la critique de cette pièce de commande dans Li dis de la cygoigne.
- Dis de faus et de la faucille
- Tant sont amour
- Li dis de la feste du comte de Flandre
- Li dis du fol menestrel
- Li dis de la fontaine d'amours
- Uns dis de Fortune
- Le dis de haute honneur, comment li peres enseigne au filz
- Li dis des VIII couleurs
- Li dis de l'iraigne et du crapot
- Le dis de loiauté
- Li dis des mahommés
- Le mireoir as dames, poème au didactisme courtois, qui mène le narrateur à un château où il rencontre Aventure et où il peut admirer les treize marches de l'escalier comme autant de vertus féminines : Nature, Sapience, Manière, Raison, Mesure, Pourveance, Charité, Humilité, Pitié, Débonnaireté, Courtoisie, Largesce, et enfin Souffisance qui enseigne à se contenter de ce qu'on a.
- Li mireoirs aus princes
- Le dis de la nois
- Li dis de l'ortie
- Li dis du preu chevalier
- Li dis des IIII sieges
- De raison et de mesure
- Li dis du roy
- Li tournois des dames ou les paraboles de verité, il s’agit d’un songe allégorique et d’une rencontre avec vérité où les scènes de rencontre de deux dames sont assimilées à un tournoi : le tournoi du Pont périlleux, la parabole des mortoires de bêtes, la parabole du lyon et de l’aignel, et enfin celle de la rivière hors de son lit.
- Le dit des trois chanoinesses de Couloigne
- Les trois dames de Paris (1320) Trois épouses vont faire bombance à la taverne, s'enivrent et tombent dans un cloaque; on les croit mortes, mais elles ressuscitent.
- Li dis des trois vertus
- Le dit des VII vertus

## Éditions
- Dits de Watriquet de Couvin, d’après les manuscrits de Paris et de Bruxelles, par Auguste Scheler, Bruxelles, 1868.